# Léo Danès
Léo Danès, né le 9 décembre 1996 à Brest, est un coureur cycliste français.

## Biographie

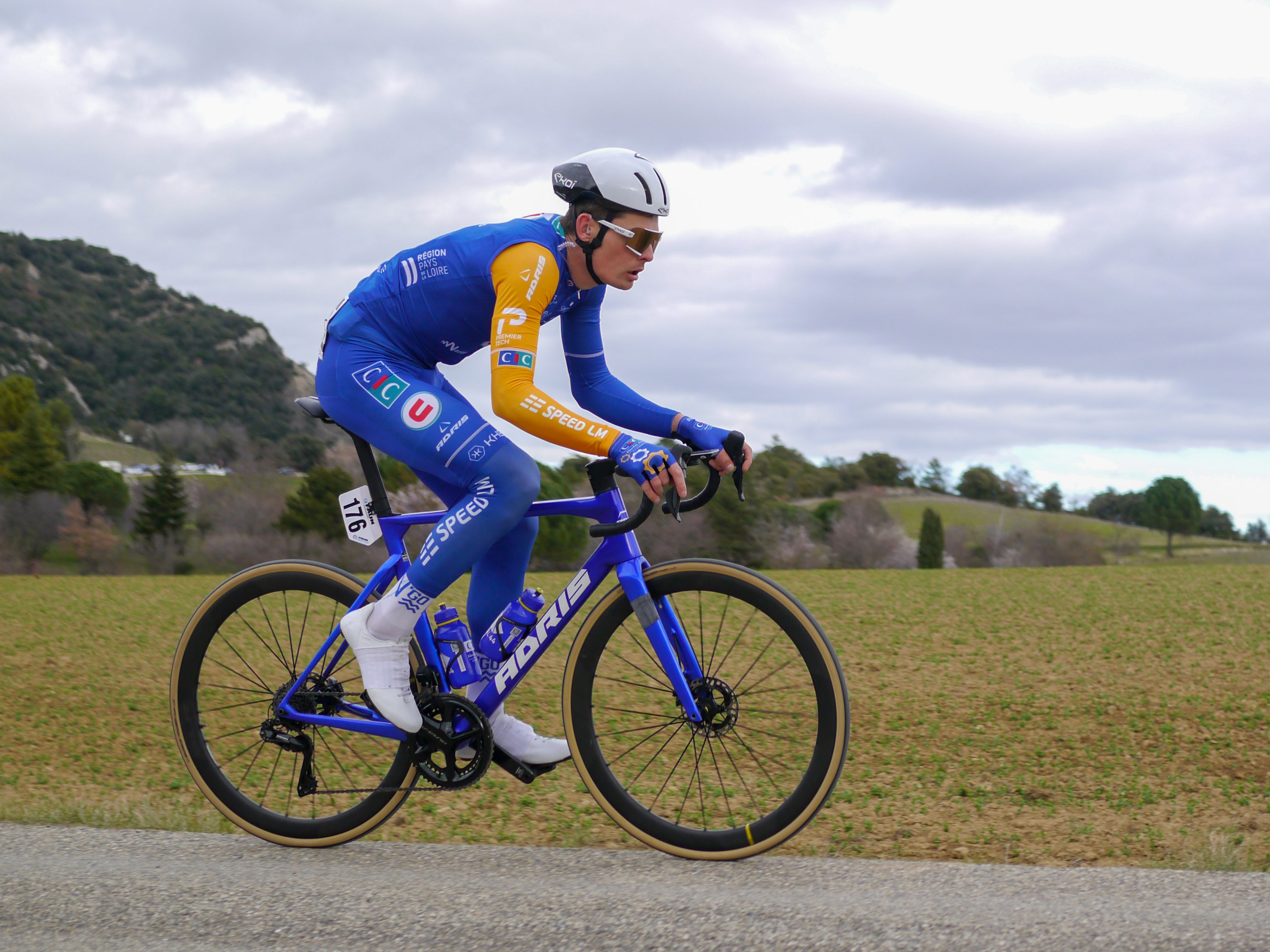
Léo Danès à la Faun-Ardèche Classic 2024.

### Carrière amateur
Léo Danès commence le cyclisme en 2011 au Vélo Sport Plabennec, lors de sa première année cadets (15-16 ans). Il se consacre d'abord au VTT, une discipline dans laquelle il devient champion régional dès ses débuts. Il passe ensuite au cyclisme sur route, où il s'impose dès sa première course à Guilers.
Lors de la saison 2014, il s'illustre en étant l'un des meilleurs cyclistes français. Membre de l'équipe de France juniors, il s'impose à huit reprises, notamment sur une étape de la Ronde des vallées (quatrième au classement général). Il se classe également deuxième du championnat de France à Saint-Omer, huitième de Kuurne-Bruxelles-Kuurne juniors et neuvième du championnats du monde juniors de Ponferrada. 
En 2015, il signe au BIC 2000, club de division nationale 1, tout en se lançant dans un DUT Sciences et Génie des Matériaux. Vainqueur d'une course en première catégorie, sa première année espoirs est néanmoins perturbée par une inflammation à la rotule. Il décide ensuite de rejoindre le Chambéry CF en 2016, centre de formation de l'équipe AG2R La Mondiale, afin de disposer d'un meilleur cadre pour concilier ses études et l'entraînement. Une opération de l’artère iliaque l'empêche malheureusement de défendre ses chances en début de saison. . 
En 2017, il gagne une étape du Tour de Moselle, termine troisième du Tour du Lot-et-Garonne (une manche de la Coupe de France DN1) et cinquième du championnat de France espoirs. Dans le même temps, il continue ses études en obtenant son DUT. Il conclut sa saison victorieusement sur le Tour de Nouvelle-Calédonie, en s'imposant sur deux étapes et au classement final. Moyennement satisfait de ses performances, il décide de faire son retour en Bretagne en 2018 au sein de l'UC Nantes Atlantique. Mais son dernier exercice chez les espoirs n'est pas à la hauteur de ses espérances, et il ne parvient pas à décrocher un contrat professionnel.
Désormais âgé de 23 ans, il poursuit sa carrière amateur en 2019 avec l'UC Nantes Atlantique. Durant le premier semestre, il se montre à son avantage avec un succès sur le Circuit de la vallée de la Loire et plusieurs podiums. Dans le calendrier continental UCI, il termine le Tour de Bretagne à une belle quatrième place (avec en prime le classement du combiné), grâce notamment à ses échappées et au jeu des sprints bonifications. Sa seconde partie de saison est plus laborieuse, malgré de nouvelles places d'honneur, en raison d'une gêne à un genou.
En 2020, il se classe notamment troisième de la Ronde du Pays basque. L'année suivante, il obtient une victoire et monte sur le podium final des Trois Jours de Cherbourg.

### Carrière professionnelle
Leo Danès passe finalement professionnel en 2022 au sein du Team U Nantes Atlantique. Durant sa première saison, il se fait remarquer en participant à une longue échappée au championnat de France. Il obtient son meilleur résultat au mois de juillet avec une cinquième place sur le Grand Prix de Pérenchies.
Il quitte le monde professionnel à la fin de l’année 2024 et retourne chez les amateurs.

## Palmarès
- 2014
  - 3e étape de la Ronde des vallées
  - Flèche Plédranaise
  - 2e du championnat de France sur route juniors
  - 3e du Signal d'Écouves
  - 9e du championnat du monde sur route juniors
- 2015
  - Grand Prix du Tridour
- 2016
  - 7e épreuve de la Ronde Finistérienne
  - 3e du Prix de Manziat
- 2017
  - 4e étape du Tour de Moselle
  - Tour de Nouvelle-Calédonie :
    - Classement général
    - 2e et 4e étapes

  - 3e de la Transversale des As de l'Ain
  - 3e du Tour du Lot-et-Garonne
- 2018
  - 2e de La Castelbriantaise
  - 2e du Grand Prix de Lorient-Lanveur
  - 3e des Boucles de la Loire
- 2019
  - Circuit de la vallée de la Loire
  - Grand Prix de Pornichet
  - 2e du Grand Prix Gilbert-Bousquet
  - 2e du Tour de Rhuys
- 2020
  - 3e de la Ronde du Pays basque
- 2021
  - Trecobat Classic
  - 3e des Trois Jours de Cherbourg

### Classements mondiaux
| Année                                 | 2019  | 2020 | 2021  | 2022  | 2023 | 2024  |
| ------------------------------------- | ----- | ---- | ----- | ----- | ---- | ----- |
| Classement mondial                    | 1790e | nc   | 2339e | 1684e | nc   | 2185e |
| UCI Europe Tour                       | 1181e | nc   | 1561e | 1107e | nc   | nc    |
|                                       |       |      |       |       |      |       |
| Légende : nc = non classéSource : UCI |       |      |       |       |      |       |